# Marco Schreyl

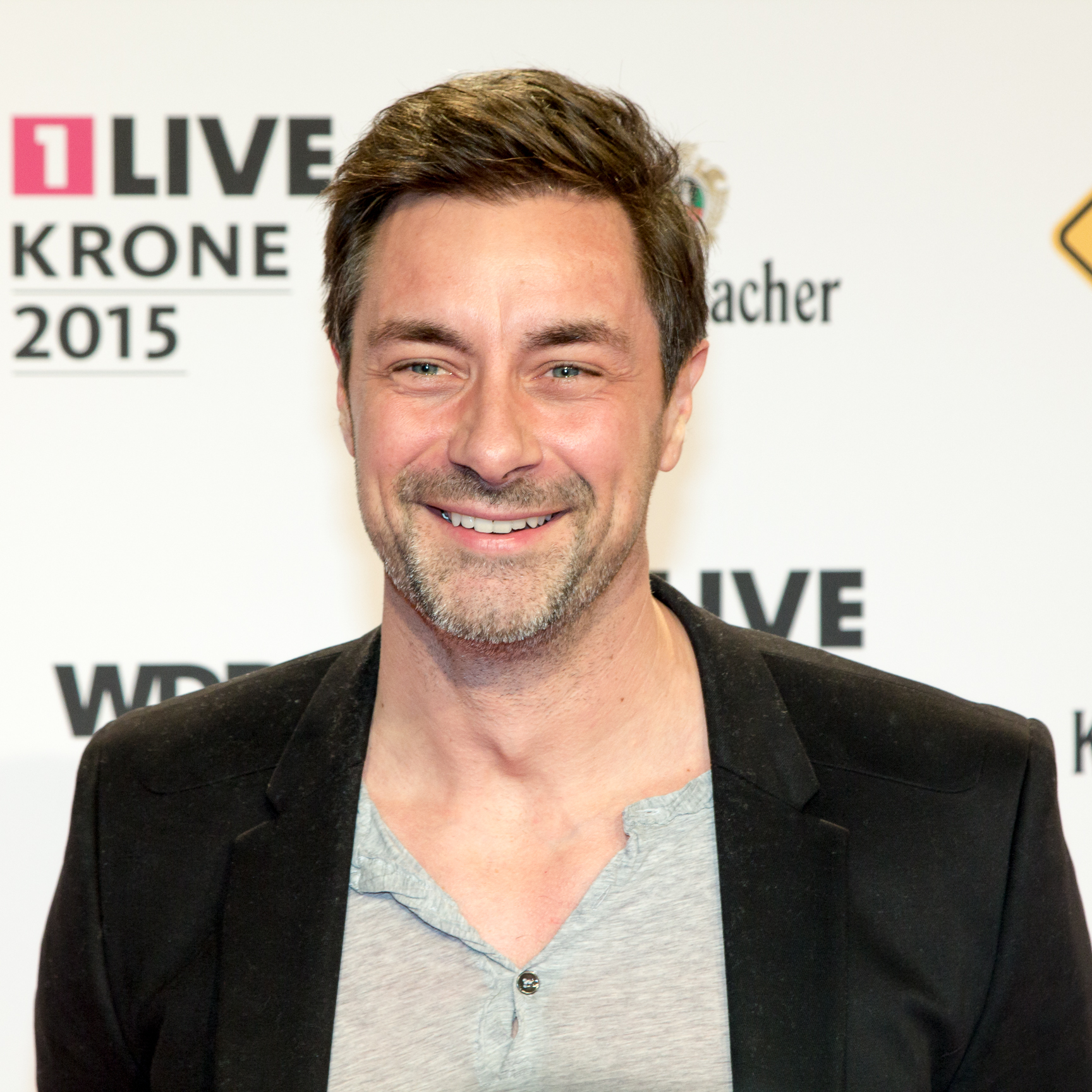
Marco Schreyl bei der 1LIVE Krone 2015

Marco Schreyl (* 1. Januar 1974 in Erfurt) ist ein deutscher Fernseh- und Hörfunkmoderator.

## Leben

### Ausbildung
Schreyl wuchs im thüringischen Apolda auf. Nach dem Abitur im Jahr 1992 leistete er seinen Wehrdienst ab. Im Anschluss daran absolvierte er ein Studium der Sport-, Erziehungs- und Sprechwissenschaften an der Friedrich-Schiller-Universität Jena. Er war selbst sportlich aktiv, zunächst als Turner, dann als 400-Meter-Läufer und zuletzt als Bobfahrer, unter anderem 1993 als Bremser bei den ersten Fahrten des späteren Olympiasiegers André Lange. Zudem war er Mitglied der Bundeswehr-Sportfördergruppe im thüringischen Oberhof.

### Fernsehen
1997 begann Schreyl seine Karriere als Fernsehmoderator. Zunächst arbeitete er beim MDR als Nachrichtensprecher, später als Sportredakteur, -reporter und -moderator. Im Oktober 2000 wechselte er zum ZDF und wurde Moderator der Magazinsendung hallo deutschland. Er präsentierte für das ZDF auch die Boxnächte, berichtete von den Olympischen Spielen in Athen und moderierte anderthalb Jahre lang eine Neuauflage des Quizklassikers Der Große Preis. Im Mai 2011 moderierte er mit Doris Golpashin die Eröffnung des Life Ball. 2014 moderierte Schreyl die Sendung Lebensretter im MDR Fernsehen, in der wie in der bis 2006 auf RTL ausgestrahlten Sendung Notruf mit Hans Meiser Notfallsituationen nachgestellt wurden und die Zuschauer zu mehr Mut beim Helfen in Gefahrensituationen animiert werden sollten.

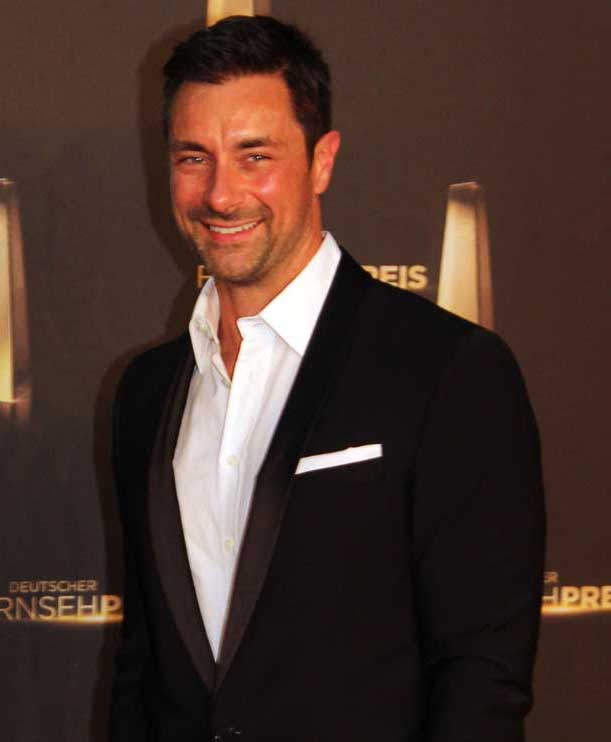
Marco Schreyl beim Deutschen Fernsehpreis 2012

Von 2005 bis 2012 moderierte Schreyl Deutschland sucht den Superstar (zunächst noch gemeinsam mit Tooske Ragas). Er moderierte auch andere RTL-Sendungen wie etwa von 2006 bis 2008 Unglaublich! Die Show der Merkwürdigkeiten. Er nahm als Kandidat an der Show Dancing on Ice teil und belegte mit seiner Partnerin Sarah Jentgens den zweiten Platz.
2007 moderierte er die Vierschanzentournee sowie das Fernsehformat V – Die Verbrauchershow. Außerdem präsentierte er, u. a. im selben Jahr, als Moderator die Verleihung des Deutschen Fernsehpreises. Von Oktober bis November 2007 moderierte er Das Supertalent, ab Oktober 2008 zusammen mit Daniel Hartwich. Er führte auch durch die RTL-Übertragungen der Männer-Handball-WM 2009.
2008 erhielt Schreyl zusammen mit dem Team von Deutschland sucht den Superstar den Deutschen Fernsehpreis. Im Mai des Folgejahres wurde er vom Mediendienst kressreport zur erfolgreichsten TV-Persönlichkeit der Saison 2008/2009 erklärt. Im Januar 2010 erhielt der Moderator mit dem Team von Das Supertalent die Goldene Kamera. Anfang Mai 2010 übernahm er eine Gastrolle in der Seifenoper Alles was zählt.
Als Moderator von Deutschland sucht den Superstar wirkte Schreyl bis 2012 in sieben Staffeln mit. Seine Präsentation des Formats, vor allem sein Umgang mit den Kandidaten, wurde dabei mehrfach kritisiert. stern.de bezog sich dabei auf „humorig[e] Sprüchlein rund um die Gürtellinie“; Spiegel Online nannte ihn in einem anderen Zusammenhang „Selbstdarsteller“. Das Fernsehblog der FAZ bezeichnete Schreyls Ergebnisverkündungen als „[alberne] Zeitschinderei“ und einen „brutalen Ausleseprozess“. DWDL.de hingegen machte den Sender für diese Merkmale verantwortlich.
Im Juli 2012 gab RTL bekannt, dass Schreyl die Moderation von Deutschland sucht den Superstar an Nazan Eckes und Raúl Richter und von Das Supertalent an Daniel Hartwich abgeben musste. Dies wurde mit den rückläufigen Einschaltquoten beider Shows begründet. Im März 2013 präsentierte Schreyl zusammen mit Sonja Zietlow die erste Ausgabe eines neuen RTL-Formats mit dem Titel Unschlagbar. Im Juni 2013 moderierte er zusammen mit Eckes Die Pool Champions – Promis unter Wasser.
2013 wechselte er zum MDR und 2014 zum WDR. Nach eineinhalb Jahren im Radioprogramm des WDR kehrte er im Sommer 2015 zurück zum Fernsehen und moderierte die Sendung Wunderschön! Mit dem Fahrrad ans Meer – vom Kahlen Asten zur Nordsee beim WDR. Seit Januar 2017 führt er durch die Sendung Das Quiz für den Westen. Seit August 2017 ist er Moderator der Sendung Lust auf Wandern.
Zu den Olympischen Winterspielen 2018 moderierte er mit Julia Kleine die Fernsehshow Zwanzig18 auf Eurosport. Von Februar bis Juni 2020 moderierte er im Nachmittagsprogramm von RTL die Talkshow Marco Schreyl, die nach vier Monaten wegen mangelnder Einschaltquoten eingestellt wurde. Von Dezember 2021 bis zu dessen Absetzung im Februar 2022 ergänzte er das Moderatorenteam des RTL-Morgenmagazins Guten Morgen Deutschland. Von März 2022 bis Dezember 2023 moderierte er die RTL-Morgenmagazin-Neuauflagen Punkt 6, Punkt 7 sowie Punkt 8. Zudem war Schreyl ab Februar 2022 Nachrichtensprecher bei RTL und hatte sein Debüt beim Sender mit Sonder-Sendungen zum russischen Überfall auf die Ukraine. Ende März 2022 wurde bekannt, dass er als Moderator der Liveshows der 19. Staffel von Deutschland sucht den Superstar zurückkehrt.

### Privates
Schreyls Mutter starb 2021 mit 65 Jahren an der Krankheit Chorea Huntington, sein Vater vorher an einer erblichen Herzerkrankung mit 63 Jahren. Er lebt in einer homosexuellen Partnerschaft und hatte im November 2023 sein mediales Coming-out.

### Hörfunk und andere Medien
Bis 2000 arbeitete Schreyl als Nachrichtensprecher beim MDR. Von Februar 2008 bis Dezember 2020 war er bei hr1 zu hören. Dort moderierte er den hr1-START, die Morgensendung, den Talk am Sonntag, hr1-TALK sowie hr1-Meridian. Seit der Bundesliga-Saison 2014/15 ist Schreyl Moderator der Sendung Liga Live bei WDR 2. Außerdem moderiert er für WDR 2 die Sendung Der Nachmittag sowie Die Sonntagsshow. Für die Dezember-Ausgabe 2012 der Zeitschrift Men’s Health war er zusammen mit Moritz A. Sachs in einer Fitness-Training-Kolumne vertreten.

## Sonstiges Engagement
Neben seinen Fernsehtätigkeiten moderiert Schreyl auch öffentliche und geschlossene Veranstaltungen, beispielsweise die offizielle Preisverleihung zu dem Event Create Your Own Career der Bertelsmann AG (2008) oder die Jahresveranstaltung der Lufthansa.
Schreyl engagiert sich zusammen mit dem ehemaligen Fußballspieler Arne Friedrich als Schutzengel des Mukoviszidose e. V. für an Mukoviszidose erkrankte Menschen, weil er „dazu beitragen möchte, dass sich mehr Menschen ein Bild von der Disziplin und dem Mut, aber auch dem großen Leid der Betroffenen machen können“. Seit 2008 ist er Pate vom „Haus Schutzengel“ in Hannover. Dort finden Mukoviszidose-Betroffene mit ihren Angehörigen eine Herberge, während sie sich einer Lungentransplantation an der Medizinischen Hochschule Hannover unterziehen.

## Veröffentlichungen
Buch
- Alles gut? Das meiste schon! : Meine Eltern, diese gemeine Krankheit und ich,  Marco Schreyl, Kiepenheuer & Witsch 2023, ISBN 978-3-462-00545-5

## Moderationen

### Fernsehen
- 1997–2000: MDR aktuell (MDR)
- 1998–2000: Sport im Osten (MDR)
- 2000–2005: hallo deutschland (ZDF)
- 2000–2005: Boxen (ZDF)
- 2002–2003: Der Große Preis (ZDF)
- 2004: Olympische Sommerspiele 2004 (ZDF)
- 2005–2012, 2022: Deutschland sucht den Superstar (2005–2007 zusammen mit Tooske Ragas, RTL)
- 2006, 2011: Bayerischer Fernsehpreis (RTL)
- 2006–2008: Unglaublich! Die Show der Merkwürdigkeiten (RTL)
- 2007: Vierschanzentournee (RTL)
- 2007: V – Die Verbrauchershow (RTL)
- 2007: Deutscher Fernsehpreis (RTL)
- 2007–2011: Das Supertalent (2008–2011 zusammen mit Daniel Hartwich, RTL)
- 2007: Handball-Weltmeisterschaft der Männer 2007 (RTL)
- 2011: Deutscher Fernsehpreis (zusammen mit Nazan Eckes, RTL)
- 2012–2015: Wie war das? (MDR)
- 2013: Die Pool Champions – Promis unter Wasser (zusammen mit Nazan Eckes, RTL)
- 2013–2014: Unschlagbar (zusammen mit Sonja Zietlow, RTL)
- 2014: Lebensretter (MDR)
- seit 2016: Wunderschön! (WDR)
- seit 2016: Der beste Chor im Westen (WDR)
- seit 2017: Zwei für Einen – Das Quiz für den Westen (WDR)
- seit 2017: Best FIFA Football Awards (Eurosport 1)
- 2020: Marco Schreyl (RTL)
- 2021–2022: Guten Morgen Deutschland (RTL)
- 2022–2023: Punkt 6, Punkt 7, Punkt 8 (RTL)

### Radio
- 2008 bis 2020: hr1
- seit 2014: WDR 2